# Catharina Pakvis
Catharina Pakvis (Leiden, 7 april 1900 – Ravensbrück, 22 april 1945) was een Nederlandse handwerkonderwijzeres en verzetsstrijdster tijdens de Tweede Wereldoorlog.

## Biografie
Catharina Pakvis werd geboren in het ziekenhuis te Leiden, als dochter van schipper Adrianus Pakvis en Adriana van der Wel. Het gezin woonde in Loosduinen. In 1918 behaalde ze het diploma nuttige handwerken. In 1921 werd ze benoemd als handwerkonderwijzeres aan school I in Loosduinen. Vanaf 1925 kreeg ze tevens jaarlijks een tijdelijke benoeming bij het avondnijverheidsonderwijs in Den Haag.
Tijdens de Tweede Wereldoorlog was Pakvis lid van de verzetsorganisatie OD. Ze verborg wapens en munitie en had een zender in huis. 
Op 7 maart 1941 werd ze gearresteerd in Den Haag. Ze werd gevangengezet in het Oranjehotel. Van daar werd ze getransporteerd naar Ravensbrück, waar ze op 2 mei 1942 aankwam. Haar kampnummer was 10795.
Pakvis overleed op 22 april 1945 in Ravensbrück door ziekte en uitputting.

## Eerbetoon
- Haar naam staat vermeld op de Erelijst van Gevallenen 1940-1945.[13]
- Haar naam staat vermeld in het Dodenboek en op het digitaal Namenmonument van het Oranjehotel.[14][15]